# تپانچه مسلسل

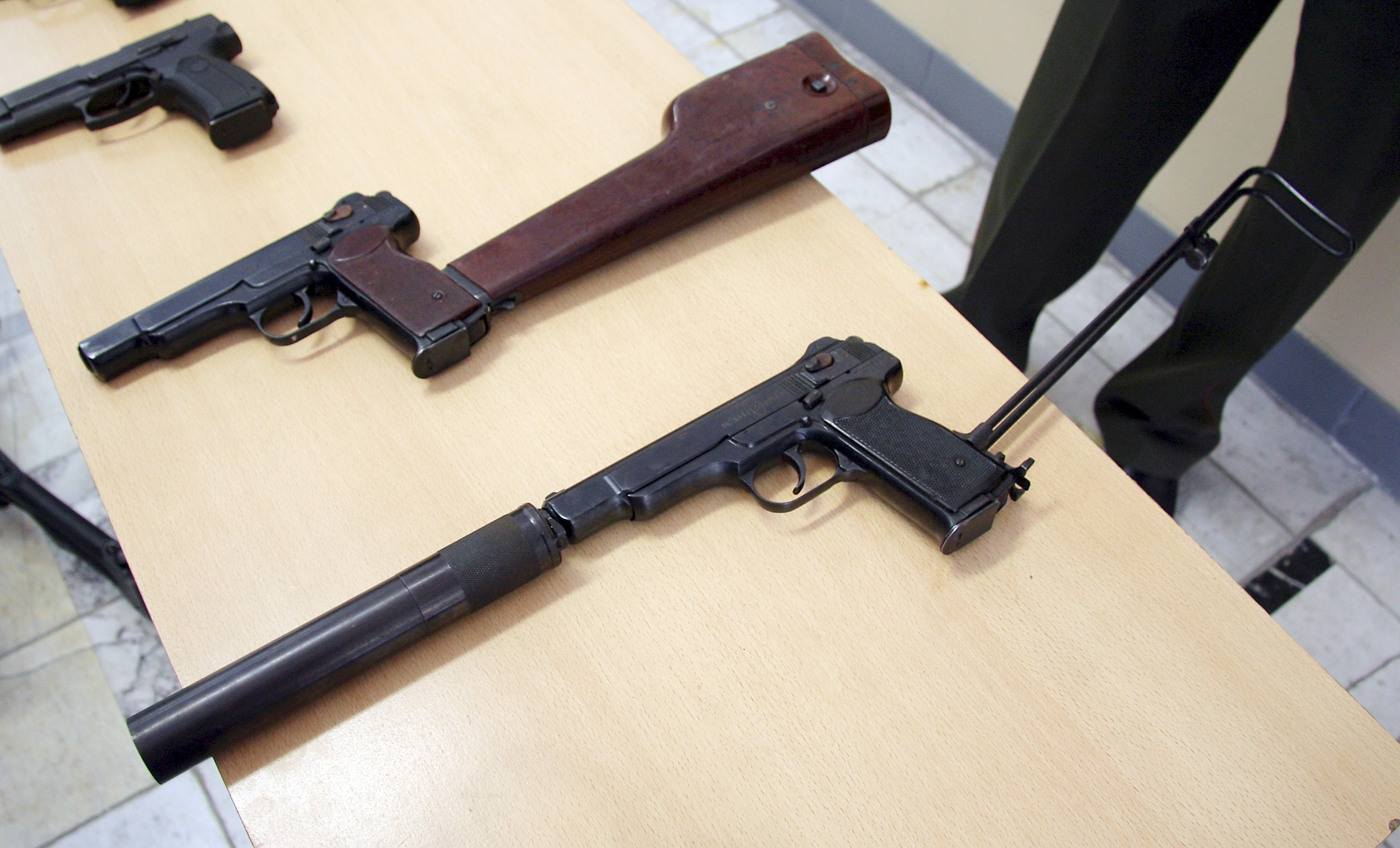
چند نمونه از تپانچه های مسلسل

تپانچه مسلسل یا تپانچه خودکار (به انگلیسی: Machine pistol) گونه‌ای اسلحه دستی که قابلیت تبدیل ندبه جنگ‌افزار تمام‌خودکار را دارا می‌باشد.
ساخت این نوع اسلحه از اواخر جنگ جهانی اول آغاز شد و کاربردش بیشتر در سنگر بود. در جنگ جهانی دوم از این نوع جنگ‌افزار برای تجهیز فرماندهان دسته‌ها و خدمه تانک‌ها و توپخانه استفاده‌می‌شد. پس از جنگ دوم کاربرد این نوع سلاح در نبردهای نزدیک مانند تونل‌ها و رزم خانه‌به‌خانه بود. در دهه‌های ۱۹۹۰ تا ۲۰۰۰ که جلیقه‌های ضدگلوله فراگیر می‌شدند، از کارایی این نوع جنگ‌افزار هم کاسته‌شد.
به دلیل وزن پایین کنترل این اسلحه معمولاً دشوار و دقت آن پایین است و برد بالایی هم ندارند.